# Thuy Thu Le
Thu Thuy Le, née le 23 août 1966  à Saïgon (Sud-Viêtnam), est une actrice américaine.

## Biographie
Thu Thuy Le a grandi aux États-Unis, après que ses parents ont quitté Saïgon lors de la guerre du Viêt Nam. Thuy n'était qu'un nourrisson à l'époque.
Elle est diplômée de l'université de Californie à Berkeley. Elle parle couramment le vietnamien et l'anglais.
Thu Thuy Le est principalement connue pour son rôle dans le  film de 1989 de Brian De Palma Outrages (Casualties of War), avec Michael J. Fox et Sean Penn en vedette. Elle y tient le rôle d'une jeune paysanne, Tran Thi Oanh, kidnappée, violée puis tuée par un groupe de soldats, ainsi que de la jeune fille asiatique dans le bus au début et à la fin du film, qui rappelle au personnage principal son passé.
Bien que son jeu ait été salué par la critique, Thu Thuy Le a arrêté sa carrière d'actrice. En 2005, elle travaillait comme institutrice en Californie. Elle habite à San Francisco, est mariée et a trois enfants.
Son surnom est « Tweety Bird ».